# جيمس ر. ستارك
جيمس ر. ستارك (بالإنجليزية: James R. Stark)‏ هو ضابط أمريكي، ولد في 1943 في مقاطعة أرلنغتون في الولايات المتحدة.